# King Kong (Formula 3)
King Kong è un album del gruppo musicale italiano Formula 3, pubblicato nel 1991 dall'etichetta discografica RCA Italiana.

## Descrizione
A un anno dalla ricostituzione del gruppo esce questo disco con dieci canzoni di cui quattro rifacimenti e sei inediti.
Tra i brani già noti La folle corsa e Dies irae sono in versioni diverse rispetto alle precedenti registrazioni.
Da questo album viene estratto il singolo Anna.

## Tracce
Lato A
1. King Kong – 4:00 (Avogadro, Maillard, Rosarin)
2. Anna – 4:10 (Battisti, Mogol)
3. Uomini – 3:48 (Rosario De Cola)
4. Alba – 4:42 (testo: Oscar Avogadro – musica: Cicco, Radius)
5. Tutto l'amore che ho – 4:38 (Avogadro, Ronnie Jackson)

Durata totale: 21:18
Lato B
1. Stella che verrà – 3:19 (Avogadro, Previsti)
2. Insieme a te sto bene – 5:39 (Mogol, Battisti)
3. La folle corsa – 4:42 (Mogol, Donida, Battisti)
4. A te – 4:16 (Tony Cicco)
5. Dies Irae – 4:34 (testo: Pubblico dominio – musica: Cicco, Radius, Lorenzi)

Durata totale: 22:30

## Formazione
- Alberto Radius - voce, chitarra elettrica, chitarra acustica
- Tony Cicco - voce, batteria
- Gabriele Lorenzi - voce, organo Hammond

Altri musicisti
- Stefano Previsti - tastiera
- Dino Cappa - basso
- Silvano Melgiovanni - tastiera
- Ronnie Jackson - voce, chitarra elettrica, chitarra acustica

Produzione
- Pino Vicari - tecnico del suono

## Edizioni
- 1991 – LP, RCA Italiana PL 74992, Italia
- 1991 – CD, RCA Italiana PD 74992, Italia
- 1991 – MC, RCA Italiana PK 74992, Italia